# Пуерториканска партия за независимост
Пуерториканската партия за независимост (ППН) е политическа партия в Пуерто Рико, която се обявява за независимост на страната от САЩ.
Партията е основана през 1946 г. и членува в Социалистическия интернационал.
На общите избори през 2004 г. получава около 10% от гласовете, което я прави 3-та по влияние след 2-те водещи партии - Нова прогресивна партия и Народна демократическа партия.
За изборите през 2020 г. Хуан Далмау е кандидат на партията. Той получава 175 402 гласа и се класира на четвърто място с 13,58% от гласовете, второто най-добро изборно представяне в историята на ППН. С Movimiento Victoria Ciudadana (Движение за победа на гражданите), което осигурява 179 265 гласа и е на трето място с 13,95% от гласовете, това е най-големият процент от гласовете на Пуерто Рико (27,53%), получаван някога от лява партия в Пуерто Рико.